# Cengiz Coşkun
Cengiz Coşkun (ur. 29 kwietnia 1982 w Stambule) – turecki aktor telewizyjny i filmowy.

## Życiorys

### Wczesne lata
Urodził się w Stambule. Jego rodzina pochodzi z Bułgarii. Jego ojciec (zm. 2007 na raka płuc) był technikiem maszyn. Wychowywał się z bratem i młodszą o dwa lata siostrą. Mając trzynaście lat zaczął grać w koszykówkę. Przez siedem lat grał w drużynie Ülker G.S.K., a potem przez dwa lata w Erdemir Ereğli i następnie przez rok grał w Balıkesir DSI. Ukończył Marmara Üniversitesi Spor Akademisi.

### Kariera
Pracował jako model (188 cm wzrostu). W roku 2002 otrzymał nagrodę jako najlepszy model. W 2003 w Londynie zajął czwarte miejsce w międzynarodowym konkursie na najlepszego modela. W 2005 trafił do serialu kanału D Rüzgarlı Bahçe jako Mercan. W tureckim filmie histrycznym Fetih 1453 (2012) wcielił się w postać Giovanniego Giustinianiego. W serialu TRT1 Diriliş Ertuğrul (2014) wystąpił jako niepokonany wojownik z toporem Turgut Alp.

## Wybrana filmografia

### Filmy fabularne
- 2012: Fetih 1453 jako Giovanni Giustiniani
- 2012: Dağ jako porucznik sił specjalnych dewizjonu Tuğrul
- 2016: Çekmeceler jako Ali

### Seriale TV
- 2005: Rüzgarlı Bahçe jako Mercan
- 2005: Nehir jako Umut
- 2006: Candan Öte jako Kaan Atalay
- 2006: Doktorlar jako Mert Eriç
- 2009: Hicran Yarası jako Tarık Budak
- 2013: Survivor Ünlüler - Gönüllüler w roli samego siebie
- 2014: Diriliş:Ertuğrul jako Turgut Alp